# Tachina insedata
Tachina insedata là một loài ruồi trong họ Tachinidae.